# 라마 (축구 선수)
루이스 마모나 주앙(포르투갈어: Luís Mamona João, 1981년 2월 1일 ~ )은 앙골라의 전 축구 선수로 포지션은 골키퍼이다. 흔히 별칭인 라마(포르투갈어: Lamá)로 불린다.
라마는 앙골라 축구 국가대표팀 중 한 명으로, 2006년 FIFA 월드컵에 참가했다. 또한 2001년 FIFA U-20 월드컵 선수 명단에 들기도 했다.